# Джексон, Шар
Шари́сс «Шар» Дже́ксон (англ. Sharisse «Shar» Jackson; 31 августа 1976, Бостон, Массачусетс, США) — американская актриса, кинопродюсер, певица и рэпер
.

## Биография

### Ранние годы и карьера
Шарисс «Шар» Джексон родилась 31 августа 1976 года в Бостоне (штат Массачусетс, США).
Шар снимается в кино с 1993 года. Также является кинопродюсером, певицей и рэпером.

### Личная жизнь
В 1990-х годах Шар находилась в продолжительном гражданском браке. В этих отношениях Джексон родила двоих детей — сына Донни (род. в октябре 1993) и дочь Кэсси (род. в июне 1995).
В 1999—2004 года Джексон встречалась с музыкантом Кевином Федерлайном (род. 1978). От Федерлайна она родила ещё двоих детей — дочь Кори Мэдисон Федерлайн (род. 31.07.2002) и сына Кейлеба Майкла Джексона-Федерлайн (род. 20.07.2004).

## Частичная фильмография
| Год       |   | Русское название         | Оригинальное название | Роль                 |
| --------- | - | ------------------------ | --------------------- | -------------------- |
| 1993      | ф | СиБи 4: Четвёртый подряд | CB4                   | Тамика               |
| 1994      | с | Моя так называемая жизнь | My So-Called Life     | Кристал              |
| 1996—2001 | с | Мойша                    | Moesha                | Дениз «Ниси» Джексон |
| 1997      | ф | Отличный гамбургер       | Good Burger           | Моник                |
| 1998      | с | Сестра, сестра           | Sister, Sister        | Дезире               |
| 1999      | с | Бестолковые              | Clueless              | Дениз «Ниси» Джексон |
| 1999—2000 | с | Паркеры                  | The Parkers           | Дениз «Ниси» Джексон |
| 2000      | ф | Любовь и баскетбол       | Love & Basketball     | Фелиция              |
| 2001      | с | Подруги                  | Girlfriends           | Дениз «Ниси» Джексон |
| 2008      | с | Все ненавидят Криса      | Everybody Hates Chris | Элисон               |
| 2009      | ф | Степ: Фильм              | Steppin: The Movie    | Увамма Лэйн          |
| 2020      | ф | Лагерь перезагрузки      | Reboot Camp           | Антина Муни          |
| 2021      | с | Бесстыжие                | Shameless             | Констанс             |
| 2023      | ф | Отличный гамбургер 2     | Good Burger 2         | играет себя          |